# Magnus Olsson (konstnär)
Jon Magnus Olsson, ofta benämnd "Mojo", född 24 oktober 1972 i Landvetters församling i Göteborgs och Bohus län, är en svensk serieskapare, illustratör och konstnär. Olsson är uppväxt i Landvetter och Hunnebostrand och numera bosatt i Göteborg.

## Biografi
Magnus Olsson fick sin utbildning på Schillerska gymnasiets estetisk praktisk bildlinje och förberedande konstnärlig utbildning. Hans första bilder kom i tryck 1986.
Under sent 1980-tal och tidigt 90-tal medverkade Mojo i en mängd olika seriefanzin och gav ut sitt eget fanzin Berzerk. I professionella sammanhang har han bland annat publicerats i Svenska Serier, Göteborgs-Posten, Aftonbladet, Magnum Comics (som tuschare), Göteborg denna vecka, Tofsen och antologin "Ulv i fårakläder".
Från de senare åren kan nämnas serierna "Kapten Klöver", "Kurre Kock" och "Skramle" för Äventyrsteatern Blaffa, samt webbserien "Patrik Platt".
Mojo var ofta omslagsillustratör till Bild & Bubbla 1992–1995 och har även gjort omslag till Optimal-albumen "In memoriam" och "Giallo". Mojo har även arbetat som illustratör i böcker och spel till Bonnier Utbildning, Docendo, Neogames, Computerhouse med flera samt till tidskrifter och flertal kommersiella uppdrag. Mojo har även arbetat på olika event som karikatyrtecknare och med sin svarta penna avbildat tusentals människor som karikatyr i och utanför Sverige.
Under 2000-talet ägnade Mojo sig mycket åt sitt projekt "Chillyhumor" – humoristiska snögubbetavlor med ordassociationer. Konceptet kom till 1999 vid en utställning i Nordstan i Göteborg har därefter visats på tjugotalet utställningar. Under 2010-talet har han även verkat som barnboksillustratör.
2016 publicerades Mojos och ett antal andra svenska SF/fantasy-tecknares konstbok The Dark North. Boken, som inleddes som ett gräsrotsfinansierat projekt, återutgavs året efter av det amerikanska bolaget Dark Horse.

### Föreläsningar
Åren 1994–2004 var Olsson föreläsare och undervisare inom serieteckning på Studieförbundet Vuxenskolan i Göteborg. Under de åren var han hos Vuxenskolan också jurymedlem för "Ungdomens Vårsalong".
Även tillfälliga föreläsningar har skett under och efter dessa år inom serieteckning på Göteborgs Stadsmuseum, Bok & Bibliotek-mässan, Bagaregårdens Kulturhus i Göteborg med flera.

## Produktion

### Tecknade serier (urval)
- 1986: illustrationer och serier i tidskriften Habasit
- 1989–1991: serierna "Råttan Uffe..." och "Elaka föräldrar" i Göteborgs-Posten Aveny (med Olof Siverbo och Malena Olsson)
- 1992–95: Tuschare på serien "JT-Freud" i Magnum Comics, med manus av Pidde Andersson och skiss av Jens Jonsson
- 1992: Serie i antologin "Ulv i fårakläder" från Optimal Press
- 1993: Omslag till seriealbumet "In memoriam" från Optimal Press
- 1993: Serien "Dino" i Aftonbladet
- 1993-1994: Serien "Ungt blod" i Göteborg Denna Vecka, med manus av Malena Olsson
- 1994: Omslag och försättsblad till albumet "Giallo" från Optimal Press
- 1994–95: Diverse serier i Svenska Serier, med Alf Yngve och Malena Olsson
- 1995: Serietecknare i Pannik
- 1995–1996: Serietecknare i tidningen Å se'n då?
- 1996–1997: Serierna "Real Life", "Bill Polishund" och "Färdig Chalmerist" plus div. illustrationer i Chalmers tidning Tofsen
- 1997–99: Illustratör samt serietecknare för serien "Sam" i tidskriften Ankaret
- 2000–06: Design, illustrationer samt serierna "Kapten Klöver", "Kurre Kock" och "Skramle" för Äventyrsteatern Blaffa
- 2002: Tecknade seriestripp i mässtidningen till Bok- & Biblioteks-mässan
- 2004–05: Serien "Patrik Platt" i webbtidningarna Wilmamagazine och Frontface

### Fanzinutgivning
- Berzerk nr 1–2 (1989–90)

### Övrig fanzinmedverkan (urval)
- Underhudsfett nr 17,5 (1990)
- Jäspalt nr 1 (1990)
- Plumpt nr 3 (1990)
- Tazh nr 2 (1990)
- Dark Knights final crusade (1991)
- Vår syn på saken (1991)
- Fizzo nr 4–10 (1989–91)
- Fanzinealmanacka 1991 (1991)
- Orgoböld nr 1 (1992)

### Bokillustrationer
- Sally i Casablanca (2015; text: Mattin, Papertalk, ISBN 9789175331218 )
- Sally i Japan (2016; text: Mattin, Papertalk, ISBN 978-91-7533-147-8)
- Sally blir kidnappad (2016; text: Mattin, Papertalk, ISBN  9789175331355)

### Konstböcker
- The Dark North (2016; volym 1; olika svenska SF/fantasy-tecknares verk, ISBN  9789198349900 )

## Utställningar av bildkonst/teckningar
("från år–till år" visar på återkommande – inte ständigt pågående – utställningar)
- 1990 – Guldhedens Konst och inramningar - Göteborg - Blandade konstverk och skulpturer
- 1992 – Landvetter Bibliotek - Landvetter - Blandade konstverk, illustrationer och serier
- 1992 – Mölnlycke Kulturhus - Mölnlycke - Blandade konstverk, illustrationer och serier
- 1993 – Backa Kulturhus - Göteborg - Serier
- 1994–1995 – Galleri MoPro (egen regi) - Göteborg - Blandade konstverk och serier; utställningen "FRI"
- 1995 – Galleri Nobel - Göteborg - Blandade konstverk
- 1995-1997 – Daniella Hair Design - Göteborg - Blandade konstverk
- 1996-1997 – Pigor & Drängar - Göteborg - Blandade konstverk; utställningen "SOCKER"
- 1997 – Akacia Blommor - Göteborg - Blandade konstverk
- 1998-1999 – Söderströms Konditori - Lidköping - Blandade konstverk
- 1999 – Trash Art - Nordstan i Göteborg - Blandade Konstverk; utställningen "Kopparmodeller" samt blandade konstverk
- 1999–2001 – Jul i nordstan - vinterutställning - Göteborg - Utställningen "Chillyhumor" samt blandade konstverk
- 2000 – Galleri Lithorina - Ulebergshamn - Utställningen "Kopparmodeller"
- 2000–2004 – Konst i Nordstan - sommarutställning - Göteborg - Utställningen "Chillyhumor" samt blandade konstverk
- 2001 – Kampanilen (Sjömanshustrun) - vinterutställning - Göteborg - utställningen "Chillyhumor"
- 2002 – Göteborgs Sjöfartsmuseum, vinterutställning - Göteborg - Utställningen "Chillyhumor"
- 2004 – Söderströms konditori i Lidköping- Göteborg - Utställningen "Chillyhumor" samt blandade konstverk
- 2004–2005 – Café Slurk - Göteborg - utställningen "Chillyhumor"; blandade konstverk
- 2005 – Bagaregårdens Kulturhus i Göteborg - Göteborg - Utställningen "Chillyhumor"
- 2005 – Restaurang Incontro på Hotel Gothia Towers - Göteborg - Utställningen "Sten i Glashus" samt "Chillyhumor"
- 2005 – Kafe Krasnapolsky - Göteborg - Utställningen "Chillyhumor" samt blandade konstverk
- 2005 – Hunneboparken i Hunnebostrand - Göteborg - Utställningen "Chillyhumor" samt blandade konstverk
- 2005 – Bok & Bibliotek-mässan i Göteborg, KIM:s monter - Utställningen "Chillyhumor"
- 2005–2006 – Galleri Vid Ån - Kävlinge/Furulund - Utställningen "Chillyhumor" samt blandade konstverk
- 2006 – Växthuset i Trädgårdsföreningen - Göteborg - Utställningen "Chillyhumor"